# Erhard Fliesberg
Erhard August Magnus Fliesberg, född 8 januari 1888 i Umeå, död 21 mars 1974 i Hässelby församling, Stockholm, var en svensk ingenjör, uppfinnare och företagsledare. Han är morfar till musikern Seth Olofsson.
Erhard Fliesberg var son till tullförvaltare Fredrik Wilhelm Fliesberg och Augusta Amalia Margareta Wockatz. Efter studentexamen i Norrköping 1907 och avgångsexamen som civilingenjör från Kungliga Tekniska Högskolan (KTH) 1911 var han anställd vid Nordiska Motorverkstäderna 1912–1913, vid Svenska Turbinfabriken A-B Ljungström, Finspång, 1913–1916, innehavare av ingenjörsfirma Erhard Fliesberg & Co, Göteborg, 1916–1920, direktör för AB Cumberlands Elektrolytiska Process 1918–1920.
Han idkade uppfinnarverksamhet 1920–1923, var anställd vid Wennbergs Mekaniska Verkstad, Karlstad, 1924, ingenjörsfirma Fliesberg, Göteborg, 1925–1931, verkställande direktör för AB Traductor 1935. Han uppfann och patenterade växeln Reduktor samt var innehavare av Bokförlaget Nami från 1942.
Han var 1915–1946 gift med Dagny Virgin (1888–1973), dotter till Axel Virgin och Mia Lundberg. De fick barnen Ingvor Berg (född 1916), Margot Ulvander (1918–1997), Gunilla Flygeus (1921–1996) och Bengt Fliesberg (född 1928). Gunilla Flygeus var en tid gift med Ingvar Hårdstedt.
Erhard Fliesberg är begravd på Västra kyrkogården i Umeå.